# Plate lunch

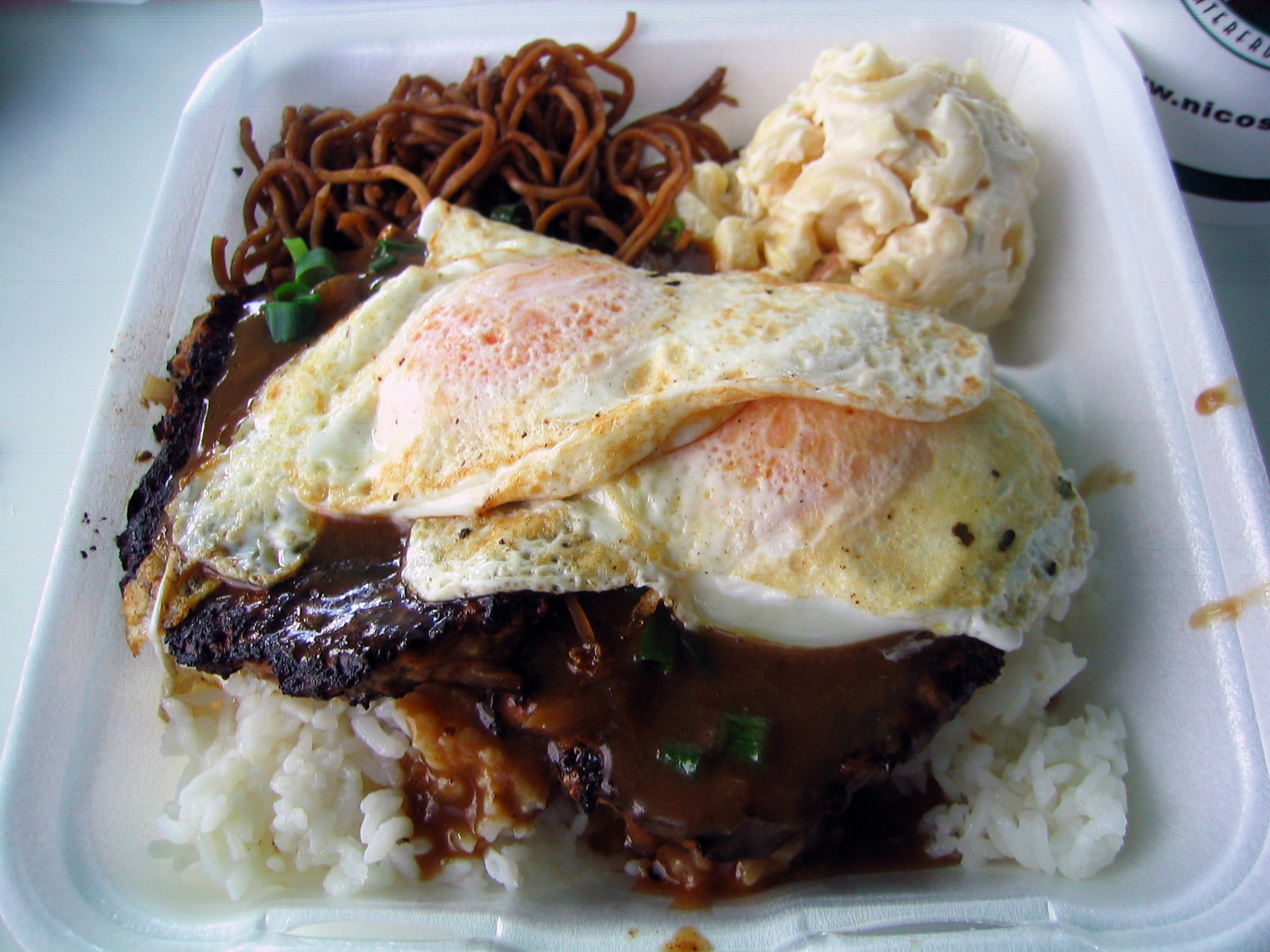
Plate lunch s rýží, nudlemi, těstovinovým salátem a loko moko (steak s volským okem)

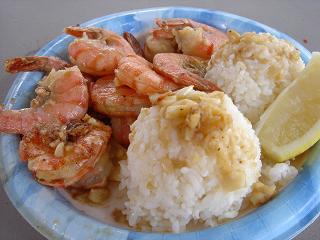
Plate lunch s krevetami

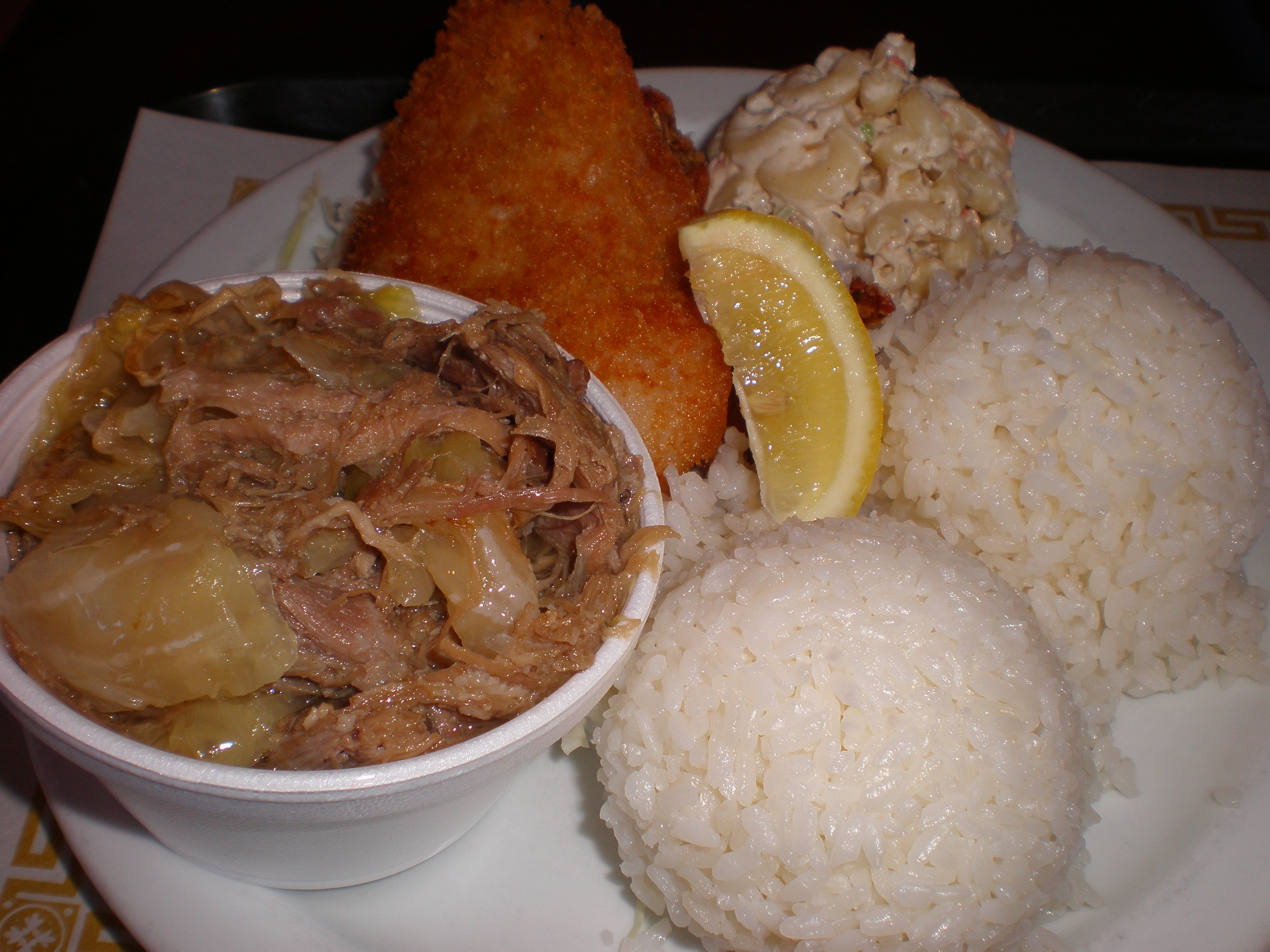
Plate lunch s rýží, těstovinovým salátem, kalua a smaženou rybou

Plate lunch [pleit lanč] (havajsky: pā mea ʻai ) je anglický výraz který by se dal do češtiny jednoduše přeložit jako „talíř s obědem“. Jedná se o způsob stravování typický pro Havaj. Plate lunch představuje směs různých jídel typických pro obyvatele Havajských ostrovů – domorodé obyvatelstvo a přistěhovalce z Asie, Ameriky a Evropy.

## Složení

### Základní jídla
Základem každého talíře je nejčastěji kopeček rýže (asijský vliv) a těstovinový salát (americký vliv) připravený z makarónů, majonézy, cibule a celeru. K nim se přidávají další jídla.

### Přílohy
K typickým jídlům doplňujícím základní suroviny plate lunch například patří:

#### Americký vliv
- Barbecue – různá grilovaná masa.
- Loko moko – maso používané pro hamburger s volským okem.[2]
- Salisbury steak – grilované maso používané na hamburger.

#### Filipínský vliv
- Adobo – smažené maso a mořské plody marinované v marinádě z octa a česneku.[2]

#### Japonský vliv
- Teriyaki – maso připravené ve sladké marinádě ze sójové omáčky.
- Tonkacu – obalované fritované maso.[2]

#### Korejský vliv
- Galbi – grilovaná a marinovaná hovězí žebra.[2]
- Jeon – omeleta se zeleninou, mořskými plody nebo masem.

#### Tradiční havajský vliv
- Haupia – pudink z kokosového mléka.
- Kalua – maso připravené v zemní peci.[2]
- Laulau – dušené maso zabalené v listech tara.
- Lomi losos – salát z čerstvého lososa, cibule a rajčat.